# Stadtmuseum Hofgeismar

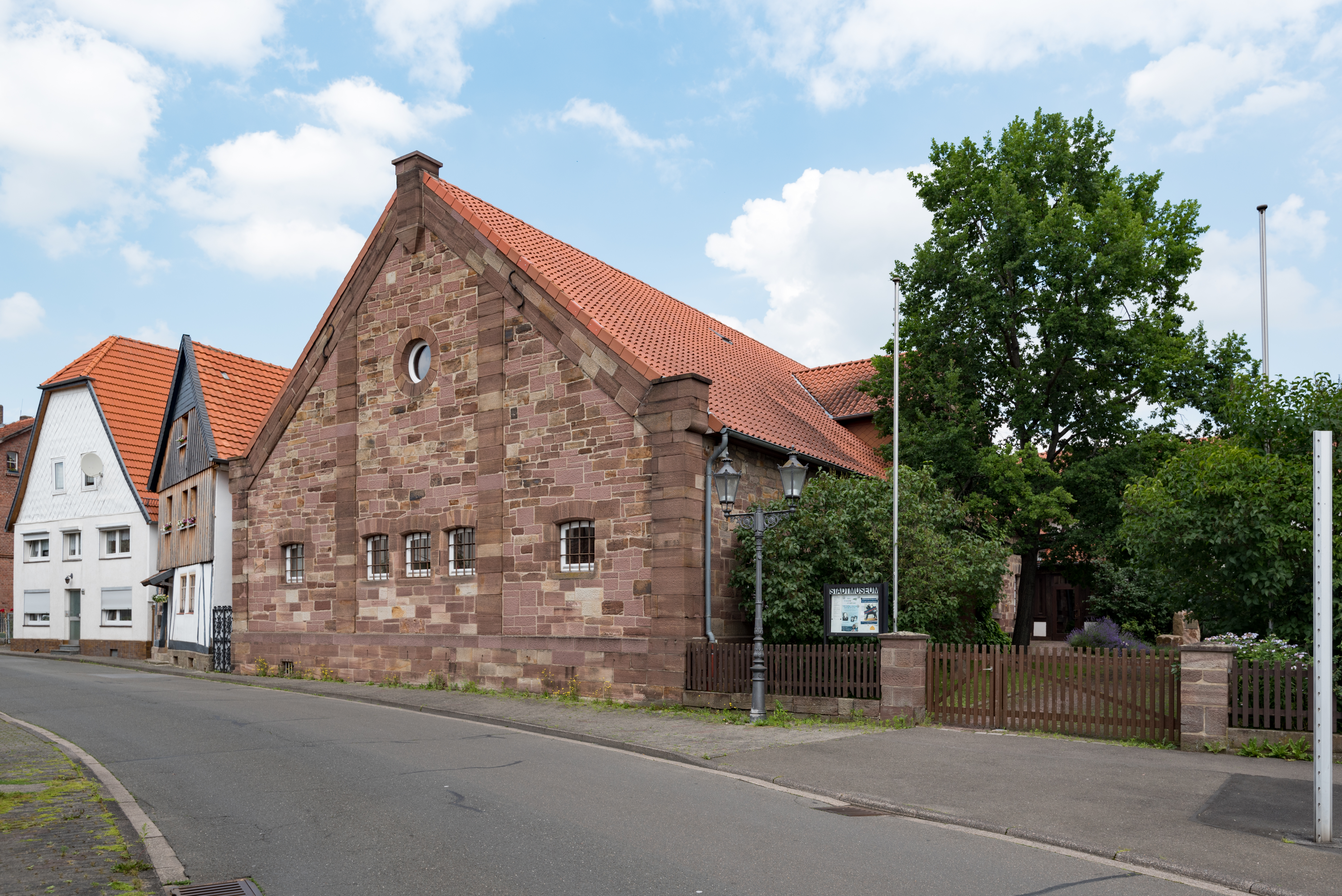
Stadtmuseum Hofgeismar am Petriplatz, im Vordergrund das Gebäude Petriplatz 2

Das Stadtmuseum Hofgeismar in Hofgeismar, einer Kleinstadt im Landkreis Kassel in Nordhessen, ist ein heimatkundliches Museum, das 1978 eröffnet wurde. Es befindet sich seit 1986 in vier Gebäuden am Petriplatz. Das Vorderhaus wurde um 1800/1820 errichtet und diente nach 1875 dem Dragonerregiment als Kasino und Offizierswohnhaus. 
Die Judaica-Abteilung ist nach der Sammlung des Jüdischen Museums in Frankfurt am Main die bedeutendste in Hessen.

## Ausstellungsschwerpunkte
- Geschichte der Hugenotten und Waldenser
- Jüdische Kultur in Nordhessen
- Gesundbrunnen Hofgeismar
- Garnisongeschichte
- Zunft- und Wirtschaftsgeschichte
- Ur- und Frühgeschichte
- Töpferei des Reinhardswalds
- Geologie
- Biotope
- Maler Theodor Rocholl
- Maler, Graphiker und Bildhauer Wilhelm Hugues
- Keramiker Rolf Weber

## Publikationen
Das Museum hat zahlreiche Publikationen herausgegeben, die im Museum gekauft oder dort bestellt werden können.